# Georgian Bay (Ontario)
Georgian Bay – gmina (ang. township) w Kanadzie, w prowincji Ontario, w dystrykcie Muskoka. Leży po obu stronach rzeki Severn, uchodzącej tu do zatoki Georgian.
Powierzchnia Georgian Bay wynosi 547,61 km². Według danych z 2016 r. liczy 2 499 mieszkańców (4,6 os./km²).
Leży na wschodnim brzegu zatoki Georgian, w rejonie zwanym "Krainą 30000 wysp".